# 新竹縣市合併
|  |

新竹縣市合併，又稱竹竹合併、竹竹升格、大新竹升格，是蔡英文政府於2021年下旬起推動的行政區劃改編方案。此方案建議將台灣省境內新竹縣及新竹市等兩個縣、省轄市級別行政區合併，並脫離台灣省升格為中華民國第七個直轄市。

## 背景
台灣日治時期時，當局於1901年在新竹地區設新竹廳及苗栗廳，其後於1920年廢苗栗廳，將原苗栗廳的地域均分至新竹州及臺中州管轄。當時的新竹州轄境包含現時的新竹縣市、苗栗縣及桃園市。第二次世界大战結束後，國民政府接收台灣，將新竹州改為新竹縣，析市區部分為省轄市，設新竹市。1950年，隨著行政區劃改編，新竹縣拆出桃園縣及苗栗縣兩縣，省轄新竹市降格為新竹縣的縣轄市。1982年，新竹市與香山鄉同時合併、升格為省轄市，制度沿用至今。
在1982年7月以前，新竹縣轄有15鄉鎮市，新竹縣當時的族群分布以新竹市、香山鄉等2鄉鎮市為閩南人為主，其餘平地11鄉鎮市則為客家人為主，五峰鄉、尖石鄉等2山地鄉為原住民為主。新竹縣族群分布當中，客家人人口比例稍多於於閩南人，因此歷屆新竹縣長皆為（本省、半山）客家人擔任，新竹市、香山鄉及其餘鄉鎮市的閩南籍政治人物則因縣內族群比例較少而從未當選過縣長而只能退而擔任縣議會議長。1950年重新劃設之新竹縣與鄰近之桃園縣（今桃園市）雖同為境內有客家、閩南族群比例數量相近之縣，然新竹縣因境內客家人族群比例從來多於閩南人、外省人比例相對稀少於桃園縣，使得中國國民黨未如同桃園縣建立客閩輪政擔任縣長之政治慣例，而是於1950年起形成縣長由客家人擔任、議長由閩南人擔任之客閩分政慣例。又因客家籍邱泉華於1981年當選新竹縣議長，打破客閩分政慣例而因此種下後續縣市分家近因。新竹縣市「分家」乃是由施性忠於1981年11月的新竹市第9屆縣轄市市長選舉中提出，並於當選縣轄市新竹市長後推動，其政綱以「建立制度、鏟除特權、爭取升格、爭產護產」為綱領。因新竹市僅具縣轄市地位，導致財源不足且無法自主規畫大型建設、進行都市計畫，因此台灣省議員藍榮祥於省議會提出新竹市合併香山鄉並同時升格為台灣省管轄之省轄市的提案。  1982年7月1日，新竹市、香山鄉脫離新竹縣，合併升格為省轄市。
在政治版圖方面，新竹地區一向為「藍大於綠」，被視為藍營的「鐵票區」，國民黨籍的政治人物在各級選舉皆有優勢。然則自新竹縣市1982年分家後，縣民不滿新竹縣人口減少、實質地位下降，使得台灣省政府從此忽視對新竹縣的規劃、建設而讓縣民有產生落後之感，導致1989年縣市長選舉時實現新竹縣第一次政黨輪替。黨外人士范振宗於前述該屆地方選舉當選新竹縣縣長 ，而後於縣長任內加入民主進步黨，此後於1993年連任縣長。1997年由同黨籍林光華成功接任，2001年林光華於縣長選舉連任失敗，敗選於時具國民黨籍的鄭永金。鄭永金結束民進黨連續12年於新竹縣的執政，開啟國民黨再次於新竹縣的執政而延續21年至今。  新竹市方面，首任市長施性忠為黨外身份，之後的歷任市長為國民黨籍，至1997年才由蔡仁堅代表民進黨首度奪得新竹市市長席位，但蔡仁堅於2001年連任失敗後，市長一職再度由國民黨執政，至2014年起才由林智堅執政至2022年。值得注意的是，自從新竹市與香山鄉合併升格省轄市後，只有第二屆市長任富勇與第七屆市長林智堅等兩位市長是出生於原新竹縣香山鄉地區的新竹市長。歷屆省轄市新竹市長不分黨派皆出身而僅重視於原縣轄市（1990年後原縣轄市地區一分為二新設東區、北區）區域之發展、忽視原香山鄉（1990年在原香山鄉地區新設香山區），造成現今香山區部分市民對合併升格省轄市後原香山鄉地區被歷屆多任市長忽視造成的落後、邊緣、無建設的忽視感到不滿，而感到後悔脫離新竹縣管轄後已失去選舉鄉長、鄉民代表之鄉鎮市層級地方自治權力。
在法源依據方面，1999年以前原台灣省境內縣市若要做行政區劃更動需依照《省縣自治法》 進行，然而台灣省作為地方自治團體地位已於1998年凍結，適用省級之相關法律於該年之後逐步廢止，因此全國所有各級行政區劃至此開始完全依循地方制度法。立法院於2009年4月3日三讀通過《地方制度法》修正案，讓縣及市可單獨改制升格為直轄市，或某縣（市）可以與其他直轄市或縣（市）合併改制升格為直轄市。 相關縣（市）政府在有意合併升格後，須共同擬訂改制計畫，並經縣（市）議會同意後，由內政部報請行政院核定。然則，若某些縣市只合併而不升格的話，《地方制度法》規定，縣市之新設、廢止或調整，需要依「法律規定行之」，但作為台灣省境內縣市合併相關法律規定的《省縣自治法》已於1999年廢除，而《行政區劃程序法》尚未立法，因此現行並無任何法源可作為依據進行縣市合併之法定程序。

## 改制經過

### 早期升格討論
2009年4月，時任新竹市市長林政則及新竹市議會議長鄭成光對「竹竹苗」合併升格為直轄市表示不贊同，認為人口少及都會型的新竹市一旦被併，將會影響市民的社福資源。而時任新竹縣縣長鄭永金認為要先有完善的配套措施，以及諮詢民意後才談論合併的問題。
2017年5月，時任嘉義縣縣長張花冠提出嘉義縣及嘉義市合併的提案。她指，基於資源共享的考量，她有意推動嘉義縣市合併。她亦提出「蛋黃蛋白理論」，指縣市兩者乃是不可分割，令許多共通的公共事務（如公車、火葬場及國宅案例）等難以解決。當時，內政部指出縣市合併沒有法源依據，而嘉義縣市合併升格直轄市，亦不符合《地方制度法》列明人口須達125萬人的要求，因此建議她利用區域聯合治理機制促進地方政府間的整體規劃。
當時，嘉義縣市合併的議題亦引發了新竹縣市合併的討論。當時，時任新竹縣縣長邱鏡淳回應「樂觀其成」，認為新竹縣市同屬生活共同圈，「原本就是一家人」。他亦指不論是單純縣市合併或合併升格，只要能爭取更多財源及提升城市能見度，以及中央合理平均分配資源的話，新竹縣會支持相關提案。邱鏡淳方面亦認為在公共建設及區域治理上，合併會帶來更多的好處。當時的民進黨新竹市黨部主委兼市議員曾資程指出，新竹市經歷波折後才能升格為省轄市，憂慮貿然合併會引發磨合問題。他亦指新竹縣市人口不到100萬，與直轄市規模仍有落差，因此擔心合併後所得到的資源，難以與其他直轄市平起平坐。
而當時的新竹市政府則表示，沒有聽過有新竹縣市合併的討論。

### 提出合併方案

#### 林智堅提出方案
2021年9月6日，新竹市市長林智堅召開記者會，提出新竹縣市合併的倡議。他指，新竹縣市在城市治理上密不可分，列舉環境、水資源、垃圾問題及土地產權等問題，此外亦指出縣市合併能促進半導體產業發展及城市外交，而林智堅亦呼籲改變新竹縣市稅收與統籌分配稅款不均的狀況。當時，內政部在回應議題時，重複2017年的論調，指出縣市合併沒有法源依據，新竹縣市合併升格亦不符合人口要求。
當日，新竹縣縣長楊文科表態贊成，但指出合併的目標應該是升格為第七都，並列舉統籌分配稅款不均的問題。他建議內政部提出《地方制度法》修正草案，將升格為直轄市的人口數門檻降為100萬人。楊文科在當時指出，他會邀請林智堅及新竹地區的立法委員商討讓修法速度加快的方法，並希望盡快實現升格為第七都。而民進黨的立法院黨團總召柯建銘表示，要下修《地方制度法》規定升格直轄市的人口規定為100萬人並不複雜，可以趕上2022年的直轄市長及縣市長選舉。
2021年9月7日，林智堅拜會總統蔡英文，向修改《地方制度法》一事向她請益，並希望「新竹先行」，盡早完成縣市合併。翌日，蔡英文在民進黨中常會中請林智堅向各中常委介紹方案。蔡英文認為，新竹縣市是國家戰略產業重鎮，樂見對地方有益的思考，希望各界審慎嚴謹地討論議題及現行制度能否配合。同月12日，總統府及行政院的高層人士指出，縣市合併案要成事，需要由行政院由上而下強力貫徹推動才能成局，包括落實修法，以及由內政部諮詢地方意見，讓地方提出縣市升格的規劃案，並開放讓其他縣市報名參與審查。

#### 國民黨方面回應
在楊文科表態支持合併升格後，國民黨內部在初期保持觀望態度。楊文科於2021年9月11日，邀請新竹縣市及苗栗縣三個縣市的首長、議長及立法委員，參與研商會議。國民黨、時代力量及台灣民眾黨籍的首長、議長及立法委員，多認同竹竹苗合併及慎重考量修法，並認為應整體規劃，例如先修改《財政收支劃分法》，他們對合併一事則樂觀其成。

### 縣市合併討論
其後，媒體、地方及政治人物皆有跟進縣市合併的議題。提出合併倡議的林智堅，在2021年10月起開始前往新竹縣展開「請益之旅」，包括探訪當地的商家、設計學院等。同時，以新竹縣為基地的民進黨鄭朝方亦對合併倡議表示支持。而林智堅則在各媒體上，說明合併的正當性、必要性和急迫性。

### 中央政府回應及推動
2021年12月下旬，在四項全國性公民投票結束後，民進黨開始討論縣市合併升格議題。同月19日，民進黨的黨政要員在總統府召開會議談論此議題，與會者取得高度共識，支持新竹縣市合併升格。同時，總統府援引疫後全球經貿局勢變遷，指出台灣半導體產業是國家戰略產業，必須掌握國際供應鏈重組的關鍵契機，因此支持新竹縣市合併升格。
民進黨黨團總召柯建銘，於2021年12月20日提出《地方制度法》第4條修正草案，將該草案第一項「人口聚居達125萬人以上，『且』在政治、經濟、文化及都會區域發展上，有特殊需要之地區得設直轄市。」其中的「且」改成「或」。該草案獲近50位立委連署，並預計最快於同月24日，在立法院院會付委審查。部分民進黨籍委員撤簽地方制度法修正草案，其中台南籍立委陳亭妃表示北、中、南一次講清楚。在柯建銘提出草案後，民進黨團自12月21日起連續四天三夜輪流值守議場，確保草案能順利遞案付委。
2021年12月24日，民進黨黨團成功將《地方制度法》修正草案排入立法院院會報告事項，並原擬將草案逕付二讀，不經委員會審查，直接交由朝野協商。在立法院院長游錫堃宣讀提案前，國民黨籍的立法委員隨即衝上主席台，阻止草案逕付二讀。其後，經朝野協商後，民進黨團同意撤回逕付二讀案，經表決後交付內政、司法兩委員會審查。民進黨立法院黨團總召柯建銘在同月27日指出，宣布修法的一週期間，他已作出超前部署，目的是「一步步出招讓群魔現形」。他表示兩個逕付二讀、林智堅說「沒有非要我選不可」、他在陳水扁電台節目表示「此事可以理性討論」等是埋下伏筆的招數。然後，於在野黨攻擊修正案是「因人設事」後，柯建銘指就是要讓各黨、各派系現形，然後在林智堅正式宣布不參選後，讓朱立倫、林為洲、楊文科等人直接面對新竹合併升格的問題。

### 立法院審查
2022年1月，《地方制度法》修正草案並未排進當月份的立法院臨時會。因此，新竹合併案未能趕及於2022年九合一選舉前實現。柯建銘指出，朝野有很多立委反對合併提案，對推進提案造成壓力。

## 各方合併提案
| 提案介紹                                                                                                | 主要支持者或提案出處 | 地圖 |
| 竹竹合併不升格 新竹縣和新竹市合併，維持省轄市地位不升格。                                               | 新竹市市長林智堅（2021年9月5日－7日） |      |
| 竹竹合併升格 新竹縣、新竹市合併，升格為直轄市。                                                         | 新竹縣縣長楊文科（2021年9月6日－11日） 新竹市市長林智堅（2021年9月8日起）                                                                    |      |
| 竹竹苗合併升格 新竹縣、新竹市、苗栗縣合併，升格為直轄市。                                               | 新竹縣縣長楊文科（2021年9月12日起） |      |
| 竹苗市方案 新竹縣、苗栗縣合併，升格為直轄市。新竹市維持省轄市地位不升格。                               | 苗栗縣縣長徐耀昌於2021年9月11日表示：「新竹縣有規定一定要和新竹市合併嗎？新竹縣和苗栗縣合併也可以啊，我們可以改成竹苗市。」                  |      |
| 廢除苗栗縣方案 新竹縣、新竹市、苗栗縣的頭份市及竹南鎮合併，升格為直轄市。餘下苗栗縣的鄉鎮市併入臺中市。 | 苗栗縣縣長徐耀昌在指控林智堅「染指苗栗」時經常引用的提案，他指林智堅有意將苗栗的頭份市及竹南鎮併入大新竹市，但被林智堅指出「完全子虛烏有」。 |      |
| 參考資料：                                                                                              | |      |

## 民意調查
| 發佈日期 | 調查來源                              | 調查範圍 | 樣本數目 | 支持合併 | 反對合併 | 支持與苗栗縣合併 | 反對與苗栗縣合併 |
| -------- | ------------------------------------- | -------- | -------- | -------- | -------- | ---------------- | ---------------- |
| 發佈日期 | 調查來源                              | 調查範圍 | 樣本數目 |          |          |                  |                  |
| 2021年   |                                       |          |          |          |          |                  |                  |
| 12月27日 | 國政基金會 （页面存档备份，存于）     | 竹竹苗   | 1084     | 48.5%    | 36.6%    | 48.5%            | 36.6%            |
| 12月27日 | 國政基金會 （页面存档备份，存于）     | 新竹市   | 1084     | 44.5%    | 42.3%    | 44.5%            | 42.3%            |
| 12月27日 | 國政基金會 （页面存档备份，存于）     | 新竹縣   | 1084     | 49.6%    | 35.6%    | 49.6%            | 35.6%            |
| 12月27日 | 國政基金會 （页面存档备份，存于）     | 苗栗縣   | 1084     | 50.6%    | 33.0%    | 50.6%            | 33.0%            |
| 11月23日 | 山水民調 （页面存档备份，存于）       | 新竹縣市 | 1,075    | 54.3%    | 28.8%    | 沒有調查         | 沒有調查         |
| 10月31日 | 時代力量 （页面存档备份，存于）       | 全國     | 1,068    | 不適用   | 不適用   | 38.5%            | 51.4%            |
| 9月28日  | 台灣民意基金會 （页面存档备份，存于） | 全國     | 1,080    | 42.1%    | 33.9%    | 沒有調查         | 沒有調查         |
| 9月下旬  | 民進黨內部民調 （页面存档备份，存于） | 全國     |          | 59.7%    | ~28%     | 沒有調查         | 沒有調查         |
| 9月下旬  | 民進黨內部民調 （页面存档备份，存于） | 全國     |          | 54.1%    | ~29%     | 沒有調查         | 沒有調查         |
| 9月中旬  | 民進黨內部民調 （页面存档备份，存于） | 全國     |          | 51.4%    | ~30%     | 沒有調查         | 沒有調查         |
| 9月15日  | 綠黨 （页面存档备份，存于）           | 全國     | 1,614    | 56.5%    | 24.8%    | 20.3%            | 71.6%            |
| 9月15日  | 綠黨 （页面存档备份，存于）           | 新竹市   | 1,614    | 53.0%    | 29.1%    | 20.9%            | 71.2%            |
| 9月15日  | 綠黨 （页面存档备份，存于）           | 新竹縣   | 1,614    | 59.1%    | 21.5%    | 19.8%            | 71.9%            |

## 對改制的觀點

### 改制動機
是次合併升格建議引發對民進黨「因人設事」的爭議。國民黨於2021年12月的記者會指出，新竹縣市升格為第七都，將分薄六都的統籌分配款，加上林智堅又能借助縣市合併繼續參選市長，因此批評合併案是為林智堅量身定做的政治操作，並破壞《財劃法》制度。民眾黨立法院黨團則呼籲蔡英文召開國事會議，以縣市平權為原則作國土規劃，縣市合併升格應與行政區劃及財政劃分一併討論，指出「因人設事的政治酬庸大可不必」。時代力量黨團則指責國民黨執政時期，推動錯誤的縣市升格政策，導致台灣有六個直轄市及縣市資源分配不平均的局面。該黨認為縣市升格應以廢除直轄市與非直轄市之間的不平等制度，讓財政收支劃分妥善分配為基礎，並呼籲民進黨不要重複國民黨政治升格的覆轍。
針對升格倡議引發的爭議，林智堅指出他提出合併升格倡議從來沒有包含苗栗，是基於新竹縣市民眾的期待，以及近6成民意支持。他是基於區域治理及大新竹是共同生活圈的考慮下，才提出升格倡議。同時，他亦指出修法過後，首任大新竹市長需要經過投票的選民洗禮，因此沒有「因人設事」。2021年12月25日，林智堅指合併後的首任大新竹市長「沒有非要我選不可」，他會交由市民決定，以及若民進黨內有更獲民信賴與託付的人選，他會接納結果並為其輔選。2021年12月27日，林智堅宣布不參加新竹縣市合併升格的市長選舉。

### 改制成效

#### 半導體產業
支持合併的人士，多認為新竹縣市合併有助新竹科學園區的發展，有助臺灣的半導體產業發展。林智堅指出，竹科是台灣半導體產業的重鎮，大新竹合併升格將有助於台灣半導體產業的長遠發展。同時，在全球經貿局勢變遷下，半導體的供應鏈正在重組，他指出新竹也應該要重組。林智堅指，縣市合併能提升城市治理的效率，提供更優質的交通、教育、醫療等環境，為台灣半導體人才及產業打造更宜居的生活環境。例如，他援引高雄市在合併升格後，積極招商及促成產業園區的經驗，指出合併升格有助於科技產業的發展與整體規劃。
行政院院長蘇貞昌則指出，縣市合併能擴大科學園區的基地，也符合大多數縣市民眾的期待，認為搶佔先機將會令台灣的半導體產業在世界更有競爭力，提高在全球的市佔率。

#### 土地產權問題
新竹縣市分家後，縣市之間出現土地產權問題，即新竹縣政府有許多土地在新竹市轄境內，以致對城市發展造成一定困擾。這導致新竹出現位於新竹市境內的建物及土地，被新竹縣賣掉的狀況，同時新竹市部分土地因沒有管轄權而無法活化。例如，2019年新竹市政府曾規劃在新竹市高峰路一帶設公園，卻因附近的空地皆為新竹縣政府持有，因此向中央申請變更土地用途。然則，由於該等土地的價值約為3.8億元，因此被新竹縣政府反對，若土地被新竹市政府變更成功，將會令縣政府少了3.8億的「祖產」。

#### 地方建設問題
支持合併的人士指出，新竹縣市分立導致都市規畫出現不良影響，例如在交通政策及地方建設上，往往因兩府分立以導致改善工程延誤或停擺。例如新竹縣市政府於2017年合作推動智慧交通號誌控制系統，改善每逢大雨時連接新竹科學園區及新竹縣竹北市的經國大橋擠塞問題，但因縣市分家導致進度延遲。此外，新竹市議員劉康彥指出，台68線斷頭橋、連接縣政九路的跨縣市橋樑，也是因為縣市政府不同調而停擺。

#### 社會住宅供應
新竹合併升格的倡議引發民眾討論對房價的影響，林智堅表示雖然大新竹地區的房價持續正成長，但有別於其他城市，新竹市的人口也持續正成長。他認為，新竹合併升格能讓大新竹政府有更多資源興建社會住宅，減輕年輕人的購屋負擔。

### 修法問題
民進黨爭取在2022年九合一選舉前完成修法，以令人口不足125萬的新竹縣市可以趕及在選舉前半年，公告選區各議員應選名額而合併。圍繞修法問題，論者就是否值得為單一縣市修改法令，以及修法或合併是否操之過急有所討論。
在修改法令的內容上，社會出現對修法的適用對象有所討論。由於是次合併需要下修《地制法》列明的直轄市人口門檻至100萬人，多名跨黨派立法委員認為修法不該只為了特定縣市或對象，應該要全國性通盤檢討。民進黨立委陳明文指出，他對新竹合併沒有意見，但他質疑人數下修的科學依據，指出「如果可以修到100萬，那是不是可以修成50萬？」。國民黨立委魯明哲、林思銘亦質疑下修人口數的正當性，並認為應作通盤考慮，不應該針對單一縣市討論。
在修改時程方面，時代力量立委邱顯智於2021年10月指出，修法非常倉促，顯然是為2022年的縣市長選舉作準備，是一個充滿選舉考量、因人設事的提議。而國民黨亦在同年12月召開記者會，指出應妥善把《財政收支劃分法》、《公共債務法》等相關配套措施做好後，在2026年才推動新竹縣市及苗栗整體升格，不能為了選舉而倉促升格。

### 對苗栗縣的影響
苗栗縣出身的政治人物多認為若只有新竹縣市升格，將會令台灣從臺北市至臺中市之間，經過的所有行政區皆為直轄市，只有苗栗縣夾在眾直轄市之間，有可能出現被邊緣化的狀況。出身苗栗的時代力量立委王婉諭認為，在大新竹市升格後，將嚴重壓縮苗栗的資源和空間，甚至淪為「財政孤兒」。同時，《工商時報》社論指出，升格直轄市可能加劇「磁吸效應」，令更多民眾遷移至社會福利好及工作機會多的都會區居住，令當地的房價繼續上升。
但亦有意見認為，苗栗縣的負債比新竹縣市嚴重，苗栗縣政府在2021年的負債為372億，但新竹縣市分別只負債97、98億，若三縣市合併，債務整合後高達567億，負債額度將成為全國第四高。此舉會壓縮合併後的大新竹市的舉債空間，認為在財務規劃上弊大於利。同時，在批踢踢的新竹板及新竹在地粉專「我是新竹人」上，大量網民反對苗栗合併至新竹的設想，指出「負債國要來搭便車了」，以及指責「苗栗國」的政治風氣腐敗，擔心苗栗的陳腐政治帶入新竹。

## 改制引發的政策討論和事件

### 統籌分稅款
由於《財政收支劃分法》的公式問題，直轄市會獲得比非直轄的縣市更多的統籌分稅款及補助款。支持合併升格者多指出，現時的稅款分配不公，指出新竹縣市上繳的稅收位處全國前列，但取得的分稅款及補助款卻處於全國末段的位置，因此需要透過升格獲取財源。例如，新竹市在2019年的繳稅為1216億元，分到的款項為114億元，但直轄市桃園市在2018年的繳稅為1389億元，卻分得389億元。
而部分人則針對繳稅與所得不均的問題，提出應修改統籌分配款制度。前任考試委員張正修教授指出，隨著社會工業化，人口出現由鄉郊遷移至市區的狀況，以致城鄉差距擴大，但統籌分配款制度卻讓「貧者越貧，富者越富」，將財源傾斜至都市區之上。他提議改革應回歸制度的基本面，從國土規劃與正常的地方制度設計，規劃新的地方制度，例如讓直轄市與縣市同級。
然則，《財劃法》在陳水扁、馬英九及蔡英文執政超過二十年間亦未能修改，主因為各縣市政府與直轄市對於分配稅款的公式沒有共識。財政部部長蘇建榮指出，每個縣市都希望採用對自己最有利的公式，行政院曾經提出一個修法草案，立法院有多達25個版本。因此，修法草案在立法院多次闖關失敗。

### 地方制度問題
新竹縣市合併一事亦反映不少台灣現存的地方制度問題。當中，直轄市與非直轄市的差別對待及剝奪感問題為不少討論的核心。前台南縣縣長蘇煥智指出，當前的地方制度在財源、組織及職等上，皆將直轄市放置於更高級的地位，例如直轄市會獲得更多的財政分配、公務員職等與編制員額較多。此舉造成在2010年五都改制直轄市時，縣市因財政被剝奪感爭相競逐升格。同時，他亦指出「直轄市」制度，本來是威權體制為防止大城市首長屬民選產生而衝擊威權而設，因此以前的直轄市長為官派。他認為台灣社會在民主化後，不應繼續維持不公平的「一國兩制」直轄市制。
此外，新竹縣市合併亦引發對國土規劃的討論。不少論者認為台灣應實施一致的行政區劃，避免出現行政混亂及不劃一的狀況。嘉義縣民進黨籍立法委員陳明文認為，全國理應進行一致的行政區劃與國土規劃，認為六都成立之後對非直轄市造成嚴重衝擊，人流、金流及企業流皆大量往六都移動，變相是掏空非直轄市的縣市。他指出部分縣市採取區長直接派任的二級政府制，部分縣市續用鄉鎮市長民選的三級政府制，出現制度紊亂及權責不清的問題。例如《天下雜誌》於2018年的文章提及，三級政府制導致「一縣兩制」的狀況出現，民選鄉鎮長經常無視縣市長的指令，而多數鄉鎮只著眼在自己選區，政治視野零碎，缺少整合思維。加上縣府和鄉鎮非從屬關係，因此造成縣政難以貫徹的行政效率問題。
因此，陳明文建議中央政府進行整體規劃，全面比照直轄市採行二級政府制，打造全國一致的行政區劃。桃園市民進黨籍立法委員鄭運鵬則指，臺灣可以實行「全直轄化」，讓所有縣市一同升格。對於全面改二級政府的提議，學者黃建銘認為，廢除鄉鎮市可加快下達政令及靈活運用政策，但缺點可能令地方邊緣化加劇，且無法按照原有的鄉鎮特性發展。

### 基隆市升格
2021年10月，基隆市市長林右昌主張推動「縣市平權」，並提倡刪除《地制法》的直轄市人口門檻，由中央主導基隆市、新竹市及嘉義市三個省轄市的區域整併升格。他提出將基隆市與新北市東北角及北海岸的七個行政區，升格成立大基隆市或「北海市」，或將基隆市、新北市汐止區與台北市整併成立大台北市。他認為，台北市被新北市團團包圍，雖財政充裕，但腹地受限建設停滯。而新北市則是幅員太大，而且轄區被淡水河南北區隔，因此不利治理。他因此提出區域整併升格方案，意圖創造「三市共贏」的局面。

### 彰化縣升格
2021年12月27日，彰化縣縣長王惠美表示，新竹縣市升格因涉及修改地制法而造成紛擾，唯彰化縣升格並無此問題，他已於該日送件交由內政部審議。12月30日，內政部證實已收到公文，並由行政院發言人羅秉成表示，該案已符合聚居人口達125萬人以上，但仍須按程序審查是否在政治、經濟、文化及都會區域發展上，有特殊之需要。

### 雲林縣嘉義縣市升格或嘉義縣市合併
- 雲林縣縣長張麗善表示，與其談合併，不如實質深化區域合作、實質增加資源挹注、實質關心地方需求；中央做到合理分配資源，讓每個縣市均富、均強。只要中央有心，現在就可以做出改變[78]。
- 嘉義縣縣長翁章梁表示，合併升格對區域治理、財政及公務人力都有正面助益，這是重大議題，必然會產生衝擊，還是要多聽聽各方意見。
- 嘉義市市長黃敏惠指出，到目前為止，還沒有看到具體的做法，但任何決策都要多考慮人民的感受。